# One in a million (야마시타 토모히사의 노래)
One in a million는 야마시타 토모히사의 솔로 3번째 싱글이다.

## 개요
2009년 11월에 발매된 두 번째 싱글 〈Loveless〉 이후 약 8개월 만에 세 번째 솔로 싱글이다.
첫 A·B과 통상 판의 3가지 사양으로, 초회 반 A는 지난해 있었던 솔로 콘서트의 모습이 실린 DVD가 수록되어 있고, 처음 B와 통상 반에는 신곡이 수록되어있다.
또한 통상 반에 수록된 "World is yours"는 야마시타가 작사, 작곡한 곡이다.

## 수록곡

### 초회 한정반 A
1. One in a million
  - 작사 : HUB / 작곡 : Alfred Tuohey, Vincent Stein, Mimoza Blinsson / 편곡 : Alfred Tuohey, Vincent Stein
2. 입맞춤으로 아디오스 (口づけでアディオス)
  - 작사 : zopp / 작곡·편곡 : 나가오카 세이코우

- DVD - TOMOHISA YAMASHITA "SHORT BUT SWEET" 2009.11.23 (APPROX. 50분)

### 초회 한정반 B
1. One in a million
2. 입맞춤으로 아디오스 (口づけでアディオス)
3. Flavor Favor For You
  - 작사 : Hacchin' Maya / 작곡 : 히로이즘 / 편곡 : 나카니시 료스케

### 통상 반
1. One in a million
2. 입맞춤으로 아디오스 (口づけでアディオス)
3. My Dear
  - 작사·작곡 : 이하시 나루야 / 편곡 : 사이토 신야
4. World is yours
  - 작사·작곡 : 야마시타 토모히사 / 편곡 : 히로이즘
5. One in a million - 오리지널 가라오케

## 차트 최고 순위
- 주간 1위 (오리콘)
- 2010년 7월도 월간 순위 4위 (오리콘)
- 2010년도 연간 순위 29위 (오리콘)